# Gökçeada (Stadt)

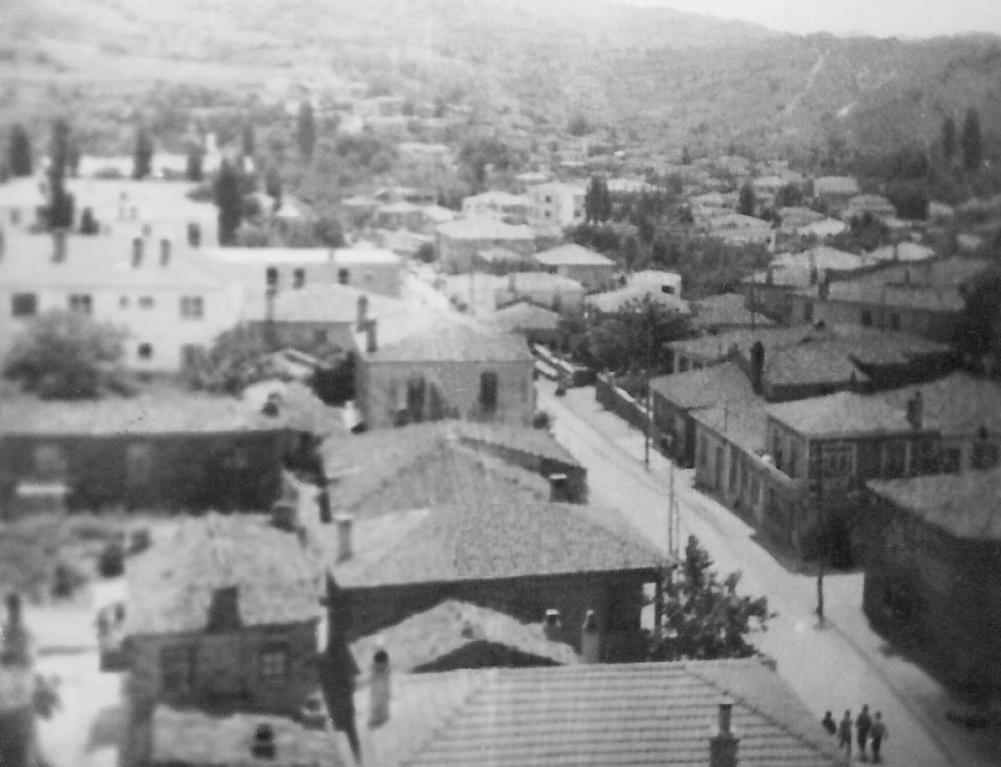
Die Stadt Merkez im Jahr 1967

Gökçeada (amtlich) oder Merkez (üblicher Sprachgebrauch) ist eine Stadt in der türkischen Provinz Çanakkale und die Hauptstadt des gleichnamigen Landkreises. Die Kreisstadt vereint etwa drei Viertel der Kreisbevölkerung (2020: 73,5 %).

## Stadt
Die hügelige Stadt besteht aus vier Dorfteilen: Çınarlı (Panayia), Fatih, Yenimahalle (Evlambio) und Cumhuriyet Mahallesi, die zusammengebaut sind. Zum Stadtgebiet gehört auch der Fährenhafen Kuzu Limanı, der 7 Kilometer nordöstlich der Stadt liegt. Die ersten drei Stadtteile sind alte Dörfer mit historischen Gebäuden. Cumhuriyet ist eine Neubausiedlung, die vor allem aus Wohnhäusern besteht. In Çınarlı steht die Merkez-Moschee; sie ist die einzige Moschee der Insel aus der osmanischen Zeit. Die Fatih-Moschee ist die größte der drei Moscheen der Stadt. In Fatih steht die griechisch-orthodoxe Metropolis und in Yenimahalle befindet sich die dritte Moschee der Stadt sowie die Ayía Varvára-Kirche. Einkaufsläden befinden sich vor allem in den Stadtteilen Çınarlı und Fatih. Die Stadt hat ein Krankenhaus, Kindergarten, Grund- und Sekundarschule sowie Hochschulen.

## Landkreis
Der Landkreis ist flächenmäßig identisch mit der gleichnamigen Insel Gökçeada. Sie liegt im Thrakischen Meer westlich vor der Halbinsel Gallipoli im Nordwesten der Türkei. Neben der Kreisstadt besteht der Landkreis aus neun Dörfern (Köy):

| Dorf        | Einwohnerzahl (Ende 2007) | Einwohnerzahl (Ende 2010) | Einwohnerzahl (Ende 2015) | Einwohnerzahl (Ende 2020) |
| Bademli     | 48                        | 55                        | 70                        | 66                        |
| Dereköy     | 214                       | 266                       | 313                       | 352                       |
| Eşelek      | 131                       | 123                       | 139                       | 168                       |
| Kaleköy     | 75                        | 124                       | 135                       | 126                       |
| Şirinköy    | 173                       | 176                       | 212                       | 250                       |
| Tepeköy     | 125                       | 136                       | 119                       | 162                       |
| Uğurlu      | 363                       | 464                       | 515                       | 549                       |
| Yenibademli | 656                       | 749                       | 755                       | 846                       |
| Zeytinliköy | 86                        | 96                        | 131                       | 158                       |

Die durchschnittliche Einwohnerzahl der Dörfer liegt bei 297.

## Persönlichkeiten
- Bartholomeos I. (* 29. Februar 1940), Patriarch von Konstantinopel, Metropolit von Chalkedon